# Bahnhof Kirchmöser
Der Bahnhof Kirchmöser liegt an der Bahnstrecke Berlin–Magdeburg im Stadtteil Kirchmöser auf dem Stadtgebiet von Brandenburg an der Havel. Er wird im Regionalverkehr mit der Linie RE 1 zwischen Cottbus und Magdeburg von der DB Regio bedient sowie vom städtischen Nahverkehr der Brandenburger Verkehrsbetriebe angefahren. Das Empfangsgebäude und ein Güterschuppen stehen unter Denkmalschutz.

## Geschichte
Nach der Eröffnung der ersten preußischen Eisenbahnlinie zwischen Berlin und Potsdam im Jahr 1838 und deren Verlängerung bis nach Magdeburg im Jahr 1846 fährt seit dem 12. Juli 1847 die Eisenbahn durch das damalige Möser. Am 1. Mai 1905 wurde östlich des Dorfes der Haltepunkt Gränert eingerichtet. Der Bau der Königlich-Preußischen Pulverfabrik zwischen 1914 und 1916 ließ den Ort Möser rasant anwachsen. Am 15. Januar 1915 wurde die erste Weiche zum Werksgelände eingebaut.
Der heutige Bahnhof wurde ab Januar 1916 etwa einen Kilometer westlich des einstigen Haltepunktes Gränert direkt am westlichen Ortsrand des Dorfes Möser errichtet und am 1. Oktober 1916 eingeweiht. Um eine Verwechslung mit dem ebenfalls an der Bahnstrecke liegenden Dorf Möser bei Magdeburg vorzubeugen, wurde der Ort in Kirchmöser umbenannt, entsprechend erhielt auch der Bahnhof seinen Namen. Im Rahmen weiterer Industrieansiedlungen entstand eine Vielzahl von Industriegleisen. Als Folge des Versailler Vertrags wurde nach dem Ersten Weltkrieg die Pulverfabrik geschlossen, das Gelände wurde dann als Eisenbahnausbesserungswerk genutzt.
Zum Gelände führt ein Anschlussgleis, dass etwa 600 Meter nordwestlich des Bahnhofsgebäudes abzweigt.
Nach einem Niedergang des Industriegeländes Kirchmöser nach der Wende erfolgt seit 2003 eine Revitalisierung des Gebietes, u. a. befindet sich dort ein Werk der DB Systemtechnik.
Im Bereich des Bahnhofsgebäudes liegen nur die beiden Streckengleise, an denen zwei Außenbahnsteige liegen, die über einen Fußgängertunnel miteinander verbunden sind. Westlich davon schließen sich weitere Gleisanlagen und der Anschluss zum Industriegelände an.

## Empfangsgebäude
Das Bahnhofsgebäude liegt auf der Nordostseite der Gleisanlagen. Es ist ein zweigeschossiger, elfachsiger verputzter Bau mit Walmdach. Die bahnsteigseitige Fassade ist durch einen dreiachsigen Mittelrisalit gestaltet, hier befand sich der über drei Arkaden zugängliche Eingangsbereich des Gebäudes. Eine Reihe von Details der Innenrichtung sind aus der Erbauungszeit erhalten. Östlich an das Gebäude schließt sich ein eingeschossiger Anbau, westlich der ebenfalls eingeschossige Güterschuppen mit Fachwerk an.
Nach jahrelangem Leerstand verfällt das Bahnhofsgebäude zusehends und ist wie die Einrichtungen der Bahn und das Umfeld immer wieder Opfer von Anschlägen und Vandalismus.

## Verkehr
Vom Bahnhof verkehrt stündlich je ein Zug in Richtung Magdeburg bzw. Berlin – Frankfurt (Oder).
| Linie                  | Linienverlauf | Verkehrsunternehmen |
| ---------------------- | --- | ------------------- |
| RE 1                   | Magdeburg Hbf – Burg – Genthin – Wusterwitz – Kirchmöser – Brandenburg Hbf – Werder (Havel) – Potsdam Hbf – Berlin-Wannsee – Berlin-Charlottenburg – Berlin Zoologischer Garten – Berlin Hbf – Berlin Friedrichstraße – Berlin Alexanderplatz – Berlin Ostbahnhof – Berlin Ostkreuz – Erkner – Fürstenwalde (Spree) – Frankfurt (Oder) (– Eisenhüttenstadt – Guben – Cottbus Hbf) | ODEG                |
| Stand: 13. Januar 2023 | |                     |

Im Busverkehr wird der Bahnhof stündlich durch die Buslinie E der VBBr Bahnhof Kirchmöser – Plaue – Quenzbrücke – Bahnhof Görden – Hohenstücken Nord bedient.